# Замок Нейдпат
За́мок Нейдпат (англ. Neidpath Castle) — средневековый L-образный замок, который находится в области Скоттиш-Бордерс в Шотландии, на границе с Англией. Крепость расположена приблизительно в 1,6 км к западу от городка, с населением в чуть больше 8 тыс. человек — Пиблза. Замок закрыт для публики.

## История

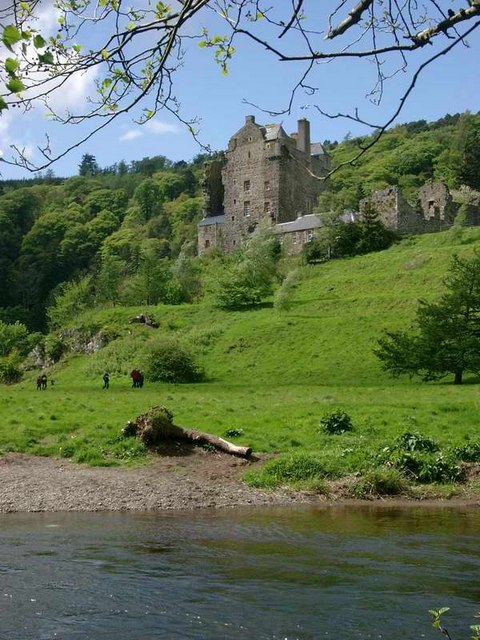
Вид на замок Нейдпат, со стороны реки Туид.

Более ранний замок был построен Саймоном Фрейзером, между 1263—1266 годах, в то время как он занимал должность старшего шерифа, в графстве Твиддэйл.
Поместье Нейдпат и окружные территории, в начале XIV века, были под руководством семьи Хэй, из-за брака с наследницей семьи Фрейзер. Сэр Уильям де Хэй перестроил замок в начале XIV века. В 1357 году внук сэра Уильяма, сэр Уильям Хэй, женился на дочери и наследнице сэра Хью Гиффорда из Йестера. Несмотря на то, что после заключения брака замок Йестер перешёл под собственность Хэйев, а после и вообще стал их главным семейным поместьем, крепость Нейдпат продолжала использоваться кланом.
Замок посетили Мария Стюарт в 1563 году, и её сын Яков VI в 1587 году. Во время своего визита король вызвал сэра Джона Стюарта из Треквэйра в Нейдпат, и убедил его и лорда Уильяма Хэя урегулировать вражду между ними, которая длилась на протяжении нескольких лет.
В 1645 году Джеймс Грэм, как полагают, укрылся в Нейдпате, после того, как его разгромили в битве под Филифау, а затем запретили въезд в Треквэйр. Во время вторжения Оливера Кромвеля в Шотландию в 1650 году, замок был атакован генералом Ламбертом в декабре. Башня на берегу реки, построенная в XIII веке, была сильно повреждена во время штурма крепости.
В течение 1660-х годов, 2-й граф Твиддэйл перестроил замок и добавил к нему несколько новых пристроек. Несмотря на то, что он хорошо заботился о замке, он был объявлен банкротом, из-за долга своего деда, графа Данфермлин, на сумму 24 000 фунтов стерлингов. 2-й граф продал замок Нейдпат, в 1686 году — Уильяму Дугласу, 1-му герцогу Куинсберри.

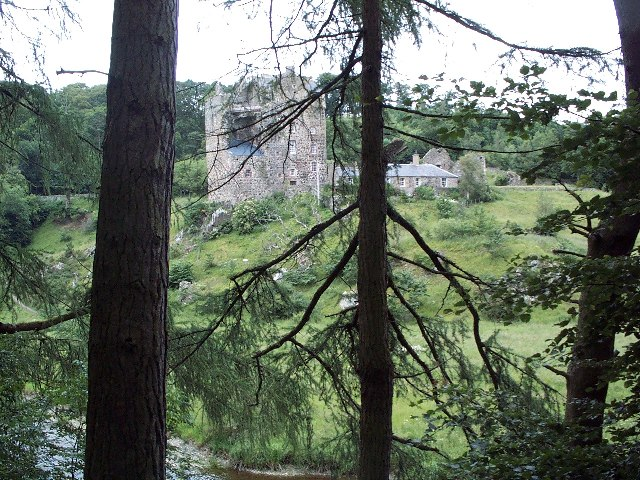
Вид на замок Нейдпат со стороны леса.

В 1693 году 1-й граф Куинсберри отдал замок своему второму сыну — Уильяму Дугласу, позже более известный, как 1-й граф Марч. Он женился на леди Джин Хэй, второй дочери обанкротившегося графа Твиддэйл. Таким образом, она продолжала жить в замке, в котором она была частично воспитана. У них также было трое незамужних дочерей, одна из которых, леди Джин, возможно, была печальной «Девицей Нейдпата», про отношения которой, Вальтер Скотт и Томас Кэмпбелл написал стих.
Уильям Дуглас, 3-й граф Марч унаследовал титул и поместья герцога Куинсберри в 1778 году, но со временем отдал Нейдпат владельцам. Уильям Дуглас стал одним из самых богатых землевладельцев в королевстве, но большую часть своих дней провёл в Лондоне, там он выступал на сцене, и был известен как «Старый Кью». Он никак не заботился о своих землях и в 1795 году безжалостно вырубил все деревья и уничтожил красивые висячие сады, которые спускались по берегам замка к реки Туид. За этот поступок, Уильям Вордсворт осудил его в своём сонете, написанном после его визита в 1803 году.
После смерти, не состоящего в браке, 4-го герцога в 1810 году замок вместе с титулом Марч, был унаследован Фрэнсисом Дугласом, 8-м графом Уимс, через свою прапрабабушку, Анну Дуглас, единственной дочерью 1-го герцога Куинсберри, и женой Дэвида, 4-го графа Уимс.